# Liste der Gedenkbäume in Wuppertal
In der Liste der Gedenkbäume in Wuppertal sind Bäume im heutigen Stadtgebiet von Wuppertal aufgeführt, die zum Gedenken an ein Ereignis oder zum Gedenken an eine Person gepflanzt wurden. Weitere auf Grund ihres Alters oder sonstiger Eigenschaften geschützte Baumdenkmale sind in der Liste der Naturdenkmäler in Wuppertal aufgeführt.

## Liste
Die Auflistung erfolgt chronologisch.
| Bild           | Bezeichnung                                                                             | Lage                          | Beschreibung | Jahr                |
| -------------- | --------------------------------------------------------------------------------------- | ----------------------------- | --- | ------------------- |
| weitere Bilder | Franzosenlinden                                                                         | Vohwinkel                     | Mutmaßlich ein Grabmal eines französischen Offiziers. | ca. 18. Jahrhundert |
| weitere Bilder | Freiheitseiche Denkmal der Eichengesellschaft Drei-Kaiser-Eiche Drei-Kaiser-Denkmal     | Elberfeld Hardt-Anlagen       | Freiheitseiche, auch Denkmal der Eichengesellschaft oder Drei-Kaiser-Eiche auf den Neumarkt in Elberfeld, ab 1894 auf der Hardt in Elberfeld. Im Zweiten Weltkrieg wurde die Eiche beschädigt und musste entfernt werden. | 1814                |
|                | Friedenseiche                                                                           | Oberbarmen Wupperfelder Markt | Die Friedenseiche auf dem Wupperfelder Markt. Verbleib nicht bekannt, spätestens vor dem Bau des Bleicherbrunnens beseitigt.                                                                                              | 1815                |
| weitere Bilder | Friedenseiche                                                                           | Cronenberg                    | Die Friedenseiche in Cronenberg. | 1871                |
| weitere Bilder | Kaisereiche                                                                             | Cronenberg                    | Die Kaisereiche im Burgholz in Cronenberg. | 1871                |
| weitere Bilder | Femlinde                                                                                | Heckinghausen Barmer Anlagen  | Die Femlinde in den Barmer Anlagen. | 1894                |
| weitere Bilder | Schillerlinde                                                                           | Heckinghausen Barmer Anlagen  | Die Schillerlinde in den Barmer Anlagen. | 1905                |
| weitere Bilder | Jahrhunderteiche                                                                        | Heckinghausen Barmer Wald     | Die Jahrhunderteiche im Barmer Wald. | 1908                |
|                | Eiche zur Erinnerung an die Dreihundertjahr-Feier der Stadt Elberfeld                   | Parkanlage der Villa Freytag  | nicht erhalten | 1910                |
|                | Befreiungs-Eiche                                                                        | Heckinghausen Barmer Anlagen  | Die Befreiungs-Eiche in den Barmer Anlagen, zerstört im Zweiten Weltkrieg. | 1930                |
|                | Olympia-Eiche                                                                           | Elberfeld-West Stadion am Zoo | Olympia-Eiche und Herbert-Runge-Gedenktafel. | 1936                |
| weitere Bilder | Linde zur Erinnerung an die Deutsche Einheit                                            | Elberfeld Hardt-Anlagen       | Linde zur Erinnerung an die Deutsche Einheit. | 1990                |
| weitere Bilder | Baum und Gedenktafel der Politischen Runde zur Erinnerung an die deutsche Einheit       | Barmen                        | Baum und Gedenktafel der Politischen Runde zur Erinnerung an die deutsche Einheit. | 1994                |
| weitere Bilder | Beckmannshagen-Eiche                                                                    |                               | | 1996                |
| weitere Bilder | Hans-Bilstein-Eiche                                                                     |                               | | 2001                |
| weitere Bilder | Freundschaftslinde                                                                      | Elberfeld Hardt-Anlagen       | Die Freundschaftslinde in den Hardt-Anlagen in Elberfeld. | 2003                |
| weitere Bilder | Emil-Zatopek-Linde                                                                      | Ronsdorf Ronsdorfer Anlagen   | Emil-Zatopek-Linde Ronsdorfer Anlagen. | 2003                |
| weitere Bilder | Alfred-Howard-Linde                                                                     | Ronsdorf Ronsdorfer Anlagen   | Alfred-Howard-Linde Ronsdorfer Anlagen. | 2003                |
| weitere Bilder | Gedenkbaum für die in der Landesfrauenklinik gestorbenen Kinder von Zwangsarbeiterinnen | Elberfeld                     | Gedenkstein und Gedenkbaum für die in der Landesfrauenklinik gestorbenen Kinder von Zwangsarbeiterinnen. | 2006                |
| weitere Bilder | Japanischer Tempelbaum                                                                  | Elberfeld                     | Japanischer Tempelbaum zur Erinnerung an die Japan-Tournee des Sinfonieorchesters Wuppertal. | 2007                |
| weitere Bilder | Eiche zur Mahnung für Nachhaltigkeit                                                    | Ronsdorf Ronsdorfer Anlagen   | Denkstein und Eiche zur Mahnung für Nachhaltigkeit in den Ronsdorfer Anlagen. | 2010                |